# Oituz (Constanța megye)
Oituz (Ojtoz) falu Constanța megyében, Lumina községben található település. Jelenlegi ismeretünk szerint Európa legdélibb és legkeletibb magyar faluja. A megyeközponttól, Konstancától 20 kilométerre északra található.
A falu lakossága pár száz fő, túlnyomó többsége a bákó megyei Lujzikalagor faluból származó moldvai csángó, a lakosság kis része román. A lujzikalagori leszerelő katonák hadi szolgálataikért cserébe a román államtól jutalmul földet kaptak Dobrudzsában. A legenda szerint az új falu  az Ojtoz nevet kapta, mert ez a név a katonák legvitézebb harcainak színhelyére, az Ojtozi-szorosra emlékeztette őket. Az idősebbek még tudnak magyarul, a fiatalok a román nyelvet használják.
Két temploma van, egy régi és egy új római katolikus templom, önálló egyházközséget alkot a falu, 168 családdal. Az új templom védőszentje Nagyboldogasszony, búcsút ennek megfelelően augusztus 15-én tartanak, de a 18 ortodox családnak is van temploma.